# Наваратри
Навара́три (санскр. नवरात्रि IAST: navarātri, бенг. নবরাত্রি) — индуистский религиозный праздник. В переводе с санскрита слово «наваратри» означает «девять ночей». В ходе этого праздника, продолжающегося десять дней и девять ночей, индуисты поклоняются девяти женским формам Богини- Матери Дурги в индуизме — Шакти/Деви.
Праздник отмечают два раза в год: в светлую половину весеннего месяца Чайтра (апрель — май) и осеннего месяца Ашвина (сентябрь — октябрь). Праздновать начинают в первый день после новолуния.
Во время Наваратри проводятся храмовые праздники, совершаются моления, устраиваются торжественные процессии и ярмарки. Зачастую первые три дня праздника посвящают богине Лакшми, последующие три — Дурге, а последние — Сарасвати. Одним из важнейших элементов праздника является Дурга-пуджа: поклоняющиеся почитают Деви в форме Дурги, чтобы заручиться её покровительством. Одна из легенд, связанных с Наваратри, повествует о победе Дурги над асуром Махишей.

В разных регионах существуют и местные традиции празднования Наваратри. Например, в Гуджарате проводят особые женские танцы, в Бенгалии устраивают шествия с изображениями Кали, в Тамилнаду создают кукольные горки — специальные платформы с фигурами богинь и богов индуистского пантеона.